# Актогайський сільський округ (Шалкарський район)
Актога́йський сільський округ (каз. Ақтоғай ауылдық округі, рос. Актогайский сельский округ) — адміністративна одиниця у складі Шалкарського району Актюбінської області Казахстану. Адміністративний центр — село Котртас.
Населення — 745 осіб (2021; 820 у 2009, 1668 у 1999, 1647 у 1989).

## Історія
Станом на 1989 рік існувала Актогайська сільська рада (села Котртас, Саритобе, Саришоки, Шахта). Пізніше до складу Актогайського сільського округу було передано селище Роз'їзд 60 Бершугірського сільського округу, до складу Кауилжирського сільського округу - передано село Саришоки. Село Саритобе було ліквідовано згідно з рішенням Актюбінського обласного масліхату від 4 серпня 2005 року № 179 та постановою Актюбінського обласного акімату від 4 серпня 2005 року № 294. Село Шахти було ліквідовано згідно з рішенням масліхату Актюбінської області від 5 грудня 2007 року № 30 та постановою акімату Актюбінської області від 5 грудня 2007 року № 396. 2012 року у складі округу було утворено село імені Актан-батира.

## Склад
До складу округу входять такі населені пункти:
| Населений пункт          | Колишні назви | Населення, осіб (1989) | Населення, осіб (1999) | Населення, осіб (2009) | Населення, осіб (2021) |
| ------------------------ | ------------- | ---------------------- | ---------------------- | ---------------------- | ---------------------- |
| імені Актан-батира, село | -             | -                      | -                      | -                      | 63                     |
| Корганжар, село          | Роз'їзд 60    | -                      | 0                      | 214                    | 94                     |
| Котртас, село            | -             | 932                    | 1668                   | 606                    | 588                    |
| Саритобе, село           | -             | 246                    | 0                      | -                      | -                      |
| Шахти, село              | Шахта         | 469                    | 0                      | -                      | -                      |